# André Nollkaemper
Peter Andreas (André) Nollkaemper (Den Haag, 1962) is een Nederlands jurist. Nollkaemper is hoogleraar internationaal publiekrecht aan de Universiteit van Amsterdam. Sinds januari 2024 is hij universiteitshoogleraar internationaal recht en duurzaamheid aan de UvA; van 2016 tot 2023 was hij decaan van de rechtenfaculteit aldaar.
Nollkaemper studeerde rechtsgeleerdheid en politicologie aan de Erasmus Universiteit Rotterdam van 1983 tot 1988. Aansluitend werkte hij als promovendus aan de Universiteit Utrecht, waar hij in 1993 cum laude promoveerde op het proefschrift The legal regime for transboundary water pollution: between discretion and constraint; promotor was Fred Soons. Na zijn promotie was hij enige jaren postdoctoraal onderzoeker aan de Erasmus Universiteit voordat hij in 1998 werd benoemd tot gewoon hoogleraar internationaal publiekrecht aan de Universiteit van Amsterdam, als opvolger van Bert Vierdag. Hij hield zijn oratie, getiteld De dialectiek tussen individuele en collectieve aansprakelijkheid in het volkenrecht, op 17 september 1999. Van 1998 tot 2010 was Nollkaemper of counsel (adviseur) bij Böhler Advocaten (tegenwoordig Prakken d'Oliveira Human Rights Lawyers) te Amsterdam. In 1999 richtte Nollkaemper het Amsterdam Centre for International Law aan de UvA op; van 2000 tot 2003 was hij daarnaast hoofd van de afdeling internationaal recht en van 2010 tot 2013 vicedecaan voor onderzoek aan de Amsterdamse rechtenfaculteit. In 2014 trad hij op als erepromotor bij de verlening van een eredoctoraat aan de Australische jurist James Crawford.
In 2016 werd Nollkaemper benoemd tot decaan van de Amsterdamse rechtenfaculteit, als opvolger van Edgar du Perron die was benoemd tot raadsheer in de Hoge Raad der Nederlanden. Hij bleef decaan tot 1 januari 2024, toen hij werd opgevolgd door Mireille van Eechoud. Per diezelfde datum werd hij benoemd tot universiteitshoogleraar International Law and Sustainability. In die hoedanigheid doet hij onderzoek naar de systeemtransitie die nodig is om klimaatverandering en overschrijding van planetaire grenzen te beperken, en op de bijdrage van het internationaal recht hieraan. Nollkaemper is sinds 2022 ook leider van het UvA Sustainability Platform.
Buiten zijn werkzaamheden aan de Universiteit van Amsterdam was Nollkaemper van 2011 tot 2020 extern volkenrechtelijk adviseur van het ministerie van Buitenlandse Zaken, een functie die was ingesteld naar aanleiding van het rapport van de commissie-Davids. In 2018 bleek uit onderzoek van Nieuwsuur en Trouw dat het ministerie hem niet om advies had gevraag voor het non-lethal assistance-programma voor Syrische rebellen, waarvan wapens in handen van terroristische groeperingen waren beland. Nollkaemper sprak zich in een brief aan de Tweede Kamer en in de media zeer kritisch uit over zowel de beslissing deze steun te verlenen als om hem daarbij te passeren; hij kreeg daarbij steun van onder anderen Willibrord Davids, oud-president van de Hoge Raad en een van de initiatiefnemers van de positie van extern volkenrechtelijk adviseur. In 2020, toen Nollkaempers termijn als extern adviseur afliep, besloot minister Blok geen nieuwe extern volkenrechtelijk adviseur aan te stellen en Nollkaempers termijn ook niet te verlengen; deze beslissing, die werd gezien als een de facto ontslag van Nollkaemper, kwam hem op veel kritiek te staan.
Nollkaemper is sinds 2012 lid van de Koninklijke Nederlandse Akademie van Wetenschappen in de afdeling Gedrags-, Maatschappij- en Rechtswetenschappen, sectie Rechtswetenschappen. Binnen de KNAW maakt hij onder andere deel uit van de Commissie voor de Vrijheid van Wetenschapsbeoefening. Van 2014 tot 2020 was hij lid van het Permanent Hof van Arbitrage en van 2014 tot 2017 voorzitter van de European Society of International Law. In 2017 werd hij verkozen als lid van het Institut de droit international, waar hij in 2023 membre titulé werd.
Nollkaemper was getrouwd met mensenrechtenadvocaat Liesbeth Zegveld; ze leerden elkaar kennen in hun universitaire tijd in Rotterdam en Utrecht en Zegveld is partner bij Prakken d'Oliveira Human Rights Lawyers (voorheen Böhler Advocaten) waar Nollkaemper tot 2010 adviseur was.